# Février 1891

## Événements
- Anatolie [1] : la Porte crée des contingents de cavalerie légère kurde pour le maintien de l’ordre en Anatolie (Hamidiye). La présence de ces contingents, officiellement dirigés contre les Russes et les Britanniques, va accroître les tensions entre Arméniens et Kurdes, ces derniers donnant un caractère de djihad à leur mission.

- 7 février : Alfred von Schlieffen, devient chef d’état-major en Allemagne (fin en 1906). Il élabore un plan d’attaque en cas de guerre : écraser la France en six semaines en violant la neutralité belge pour prendre à revers l’armée française, puis lancer la totalité des troupes contre la Russie. Ce plan sera appliqué en 1914.

- 11 février et 31 juillet : charte de la Compagnie du Mozambique (Portugal).

- 24 février : promulgation de la nouvelle constitution qui crée la république laïque et fédérale du Brésil. Le général Manuel Deodoro da Fonseca en est le premier président élu. La constitution, calquée sur le modèle des États-Unis, n’est guère adaptée aux exigences brésiliennes. Les provinces deviennent des États avec leur propre gouvernement, leurs finances et leur police armée.

## Naissances
- 4 février : M. A. Ayyangar homme politique indien († 19 mars 1978).
- 18 février : Henry George, coureur cycliste sur piste belge († 6 janvier 1976).

## Décès
- 8 février : Jean-Achille Benouville, peintre français (° 15 juillet 1815).
- 9 février : Johan Barthold Jongkind, peintre aquarelliste et graveur néerlandais (° 3 juin 1819).